# Nagy-Britannia az 1994. évi téli olimpiai játékokon
Nagy-Britannia a norvégiai Lillehammerben megrendezett 1994. évi téli olimpiai játékok egyik részt vevő nemzete volt. Az országot az olimpián 8 sportágban 32 sportoló képviselte, akik összesen 2 érmet szereztek.

## Érmesek
| Érem  | Versenyző                      | Sportág                    | Versenyszám |
| ----- | ------------------------------ | -------------------------- | ----------- |
| Bronz | Jayne Torvill Christopher Dean | Műkorcsolya                | Jégtánc     |
| Bronz | Nicky Gooch                    | Rövidpályás gyorskorcsolya | Férfi 500 m |

## Alpesisí
Férfi
| Versenyző       | Versenyszám            | 1. futam      | 1. futam      | 2. futam | 2. futam | Összesítés    | Összesítés    |
| Versenyző       | Versenyszám            | Idő           | Hely.         | Idő      | Hely.    | Idő           | Helyezés      |
| --------------- | ---------------------- | ------------- | ------------- | -------- | -------- | ------------- | ------------- |
| Graham Bell     | Lesiklás               |               |               |          |          | 1:47,39       | 26.           |
| Graham Bell     | Szuperóriás-műlesiklás |               |               |          |          | nem ért célba | nem ért célba |
| Martin Bell     | Lesiklás               |               |               |          |          | 1:47,49       | 28.           |
| Bill Gaylord    | Műlesiklás             | nem ért célba | nem ért célba | kiesett  | kiesett  | kiesett       | kiesett       |
| Bill Gaylord    | Óriás-műlesiklás       | 1:33,58       | 36.           | kizárták | kizárták | kiesett       | kiesett       |
| Spencer Pession | Óriás-műlesiklás       | 1:33,94       | 39.           | 1:28,68  | 32.      | 3:02,62       | 31.           |
| Spencer Pession | Szuperóriás-műlesiklás |               |               |          |          | nem ért célba | nem ért célba |

| Versenyző    | Versenyszám | Lesiklás      | Lesiklás      | Műlesiklás | Műlesiklás | Műlesiklás | Műlesiklás | Műlesiklás | Műlesiklás | Összesítés | Összesítés |
| Versenyző    | Versenyszám | Lesiklás      | Lesiklás      | 1. futam   | 1. futam   | 2. futam   | 2. futam   | Össz.      | Össz.      | Összesítés | Összesítés |
| Versenyző    | Versenyszám | Idő           | Hely.         | Idő        | Hely.      | Idő        | Hely.      | Idő        | Hely.      | Idő        | Helyezés   |
| ------------ | ----------- | ------------- | ------------- | ---------- | ---------- | ---------- | ---------- | ---------- | ---------- | ---------- | ---------- |
| Graham Bell  | Összetett   | 1:38,92       | 18.*          | nem indult | nem indult | kiesett    | kiesett    | kiesett    | kiesett    | kiesett    | kiesett    |
| Bill Gaylord | Összetett   | nem ért célba | nem ért célba | kiesett    | kiesett    | kiesett    | kiesett    | kiesett    | kiesett    | kiesett    | kiesett    |

Női
| Versenyző             | Versenyszám      | 1. futam      | 1. futam      | 2. futam | 2. futam | Összesítés | Összesítés |
| Versenyző             | Versenyszám      | Idő           | Hely.         | Idő      | Hely.    | Idő        | Helyezés   |
| --------------------- | ---------------- | ------------- | ------------- | -------- | -------- | ---------- | ---------- |
| Emma Carrick-Anderson | Műlesiklás       | nem ért célba | nem ért célba | kiesett  | kiesett  | kiesett    | kiesett    |
| Emma Carrick-Anderson | Óriás-műlesiklás | nem ért célba | nem ért célba | kiesett  | kiesett  | kiesett    | kiesett    |
| Claire de Pourtales   | Műlesiklás       | nem ért célba | nem ért célba | kiesett  | kiesett  | kiesett    | kiesett    |

## Biatlon
Férfi
| Versenyző                                  | Versenyszám      | Lövőhiba    | Időeredmény | Helyezés |
| ------------------------------------------ | ---------------- | ----------- | ----------- | -------- |
| Mike Dixon                                 | 20 km egyéni     | 1 (0+0+0+1) | 1:03:44,0   | 54.*     |
| Kenneth Rudd                               | 10 km sprint     | 4 (3+1)     | 34:19,7     | 67.      |
| Ian Woods                                  | 10 km sprint     | 2 (0+2)     | 31:58,3     | 49.      |
| Ian Woods                                  | 20 km egyéni     | 3 (2+0+0+1) | 1:03:44,0   | 54.*     |
| Mike Dixon Ian Woods Mark Gee Kenneth Rudd | 4 × 7,5 km váltó | 0+0         | 1:39:16,0   | 17.      |

* - egy másik versenyzővel azonos eredményt ért el

## Bob
| Versenyző                                       | Versenyszám | 1. futam | 1. futam | 2. futam | 2. futam | 3. futam | 3. futam | 4. futam | 4. futam | Összesítés | Összesítés |
| Versenyző                                       | Versenyszám | Idő      | Hely.    | Idő      | Hely.    | Idő      | Hely.    | Idő      | Hely.    | Idő        | Helyezés   |
| ----------------------------------------------- | ----------- | -------- | -------- | -------- | -------- | -------- | -------- | -------- | -------- | ---------- | ---------- |
| Mark Tout Lennox Paul                           | Kettes      | 52,77    | 9.       | 53,15    | 6.       | 52,99    | 8.       | 53,24    | 6.*      | 3:32,15    | 6.         |
| Sean Olsson Paul Field                          | Kettes      | 52,86    | 10.      | 53,30    | 9.       | 53,21    | 13.      | 53,46    | 11.*     | 3:32,83    | 10.*       |
| Mark Tout George Farrell Jason Wing Lennox Paul | Négyes      | 52,03    | 8.*      | 52,24    | 7.       | 52,14    | 3.*      | 52,46    | 7.       | 3:28,87    | 5.         |
| Sean Olsson John Herbert Dean Ward Paul Field   | Négyes      | 52,23    | 12.      | 52,45    | 13.*     | 52,26    | 6.       | 52,47    | 8.       | 3:29,41    | 8.         |

* - egy másik csapattal azonos eredményt ért el

## Műkorcsolya
| Versenyző                      | Versenyszám  | Rövid program     | Rövid program | Rövid program | Kűr               | Kűr   | Kűr         | Összesítés         | Összesítés |
| Versenyző                      | Versenyszám  | Több. hely. száma | Hely.         | Hely. pont.   | Több. hely. száma | Hely. | Hely. pont. | Helyezési pontszám | Helyezés   |
| ------------------------------ | ------------ | ----------------- | ------------- | ------------- | ----------------- | ----- | ----------- | ------------------ | ---------- |
| Steven Cousins                 | Férfi egyéni | 5×7+              | 7.            | 3,5           | 8×9+              | 9.    | 9,0         | 12,5               | 9.         |
| Charlene von Saher             | Női egyéni   | 5×13+             | 13.           | 6,5           | 5×17+             | 16.   | 16,0        | 22,5               | 15.        |
| Jacqueline Soames John Jenkins | Páros        | 5×16+             | 16.           | 8,0           | 5×15+             | 15.   | 15,0        | 23,0               | 15.        |

| Versenyző                      | Versenyszám | Kötelező tánc 1   | Kötelező tánc 1 | Kötelező tánc 1 | Kötelező tánc 2   | Kötelező tánc 2 | Kötelező tánc 2 | Eredeti (original) tánc | Eredeti (original) tánc | Eredeti (original) tánc | Kűr               | Kűr   | Kűr         | Összesítés         | Összesítés |
| Versenyző                      | Versenyszám | Több. hely. száma | Hely.           | Hely. pont.     | Több. hely. száma | Hely.           | Hely. pont.     | Több. hely. száma       | Hely.                   | Hely. pont.             | Több. hely. száma | Hely. | Hely. pont. | Helyezési pontszám | Helyezés   |
| ------------------------------ | ----------- | ----------------- | --------------- | --------------- | ----------------- | --------------- | --------------- | ----------------------- | ----------------------- | ----------------------- | ----------------- | ----- | ----------- | ------------------ | ---------- |
| Jayne Torvill Christopher Dean | Jégtánc     | 6×3+              | 3.              | 0,6             | 8×3+              | 3.              | 0,6             | 8×1+                    | 1.                      | 0,6                     | 9×3+              | 3.    | 3,0         | 4,8                |            |

## Rövidpályás gyorskorcsolya
Férfi
| Versenyző     | Versenyszám | Előfutam | Előfutam | Negyeddöntő | Negyeddöntő | Elődöntő | Elődöntő | B döntő | B döntő | Döntő    | Döntő    | Helyezés |
| Versenyző     | Versenyszám | Idő      | Hely.    | Idő         | Hely.       | Idő      | Hely.    | Idő     | Hely.   | Idő      | Hely.    | Helyezés |
| ------------- | ----------- | -------- | -------- | ----------- | ----------- | -------- | -------- | ------- | ------- | -------- | -------- | -------- |
| Nicky Gooch   | 500 m       | 44,03    | 1.       | 44,25       | 2.          | 44,40    | 2.       |         |         | 43,68    | 3.       |          |
| Nicky Gooch   | 1000 m      | 1:32,05  | 2.       | 1:32,00     | 2.          | 1:31,77  | 2.       |         |         | kizárták | kizárták | 7.       |
| Wilf O'Reilly | 500 m       | 46,41    | 4.       | kiesett     | kiesett     | kiesett  | kiesett  | kiesett | kiesett | kiesett  | kiesett  | 27.      |
| Wilf O'Reilly | 1000 m      | 1:33,57  | 3.       | kiesett     | kiesett     | kiesett  | kiesett  | kiesett | kiesett | kiesett  | kiesett  | 22.      |

Női
| Versenyző     | Versenyszám | Előfutam | Előfutam | Negyeddöntő | Negyeddöntő | Elődöntő | Elődöntő | B döntő | B döntő | Döntő   | Döntő   | Helyezés |
| Versenyző     | Versenyszám | Idő      | Hely.    | Idő         | Hely.       | Idő      | Hely.    | Idő     | Hely.   | Idő     | Hely.   | Helyezés |
| ------------- | ----------- | -------- | -------- | ----------- | ----------- | -------- | -------- | ------- | ------- | ------- | ------- | -------- |
| Debbie Palmer | 500 m       | 47,93    | 4.       | kiesett     | kiesett     | kiesett  | kiesett  | kiesett | kiesett | kiesett | kiesett | 25.      |
| Debbie Palmer | 1000 m      | 1:44,72  | 3.       | kiesett     | kiesett     | kiesett  | kiesett  | kiesett | kiesett | kiesett | kiesett | 20.      |

## Síakrobatika
Ugrás
| Versenyző       | Versenyszám | Selejtező | Selejtező | Döntő   | Döntő    |
| Versenyző       | Versenyszám | Pont      | Helyezés  | Pont    | Helyezés |
| --------------- | ----------- | --------- | --------- | ------- | -------- |
| Richard Cobbing | Férfi       | 208,54    | 5.        | 196,58  | 10.      |
| Jilly Curry     | Női         | 74,21     | 21.       | kiesett | kiesett  |

Mogul
| Versenyző      | Versenyszám | Selejtező | Selejtező | Döntő   | Döntő    |
| Versenyző      | Versenyszám | Pont      | Helyezés  | Pont    | Helyezés |
| -------------- | ----------- | --------- | --------- | ------- | -------- |
| Hugh Hutchison | Férfi       | 22,27     | 25.       | kiesett | kiesett  |

## Sífutás
Férfi
| Versenyző  | Versenyszám         | Eredmény  | Helyezés |
| ---------- | ------------------- | --------- | -------- |
| Dave Belam | 10 km               | 28:00,2   | 68.      |
| Dave Belam | 15 km üldözőverseny | 44:57,8   | 63.      |
| Dave Belam | 30 km               | 1:24:28,2 | 60.      |

## Szánkó
| Versenyző | Versenyszám | 1. futam | 1. futam | 2. futam | 2. futam | 3. futam | 3. futam | 4. futam | 4. futam | Összesítés | Összesítés |
| Versenyző | Versenyszám | Idő      | Hely.    | Idő      | Hely.    | Idő      | Hely.    | Idő      | Hely.    | Idő        | Helyezés   |
| --------- | ----------- | -------- | -------- | -------- | -------- | -------- | -------- | -------- | -------- | ---------- | ---------- |
| Paul Hix  | Férfi egyes | 52,410   | 28.      | 52,398   | 27.      | 52,073   | 25.      | 52,234   | 26.      | 3:29,115   | 26.        |